# Enrico Farina
Enrico Farina (n. 1959, Sora, Lazio, Italia – d. 2 iunie 2007, Toronto, Ontario, Canada) a fost un cântăreț, textier și producător de muzică ușoară canadian. În 1952 a emigrat în Canada unde în anii 1960 a devenit unul din cei mai apreciați cântăreți în limba italiană. În 1975 a început să înregistreze și cântece în limba engleză. 